# Longphort
Longphort (plur. Longphuirt) é um termo em irlandês para um forte costeiro ou recinto de navios Vikings, que tiveram um papel importante em assegurar a presença dos Vikings na Irlanda durante os séculos IX e X. A palavra significa literalmente "acampamento de navios". Embora possa se assumir que os longphorts eram utilizados como bases para invasões Vikings, o termo possui múltiplos significados, e esses locais possuíam múltiplas funções. Ocasionalmente, um longphort possuía um número muito reduzido de Vikings em sua guarnição, e não servia para um papel militar. Esses acampamentos eram áreas fortificadas nas margens de rios, comumente em um afluente em que ambos os lados pudessem ser fortificados. Os fortes eram facilmente defendidos, possuíam abrigos e ofereciam acesso imediato para o mar. Esses acampamentos eram de grande importância para os Vikings em suas invasões à Irlanda, que incluíam muitos saques a igrejas e monastérios costeiros. Acredita-se que o objetivo dos fortes fosse facilitar o comércio e as viagens através da região. Longphorts eram essenciais para a prosperidade econômica Viking, com os fortes mais antigos se tornando assentamentos e cidades ao longo do tempo. Evidências arqueológicas mostram que importações e exportações incluíam tecidos, peles animais, âmbar e vidro da Inglaterra.

## Origens
O termo foi utilizado pela primeira vez na crônica escrita em 840, os Anais de Ulster, e na crônica Franca Analles Bertiniani, que mencionam o estabelecimento de longphorts em Dublin e Linn Duachaill. Também são mencionados longphorts sendo criados em Waterford em 914, e Limerick em 922, possívelmente criados pela Uí Ímair. Muitos acampamentos duraram poucas estações, enquanto outros desses se desenvolveram até se tornarem as maiores cidades da Irlanda, como é o caso de Dublin e Limerick.